# John Jenkins (Jazzmusiker)

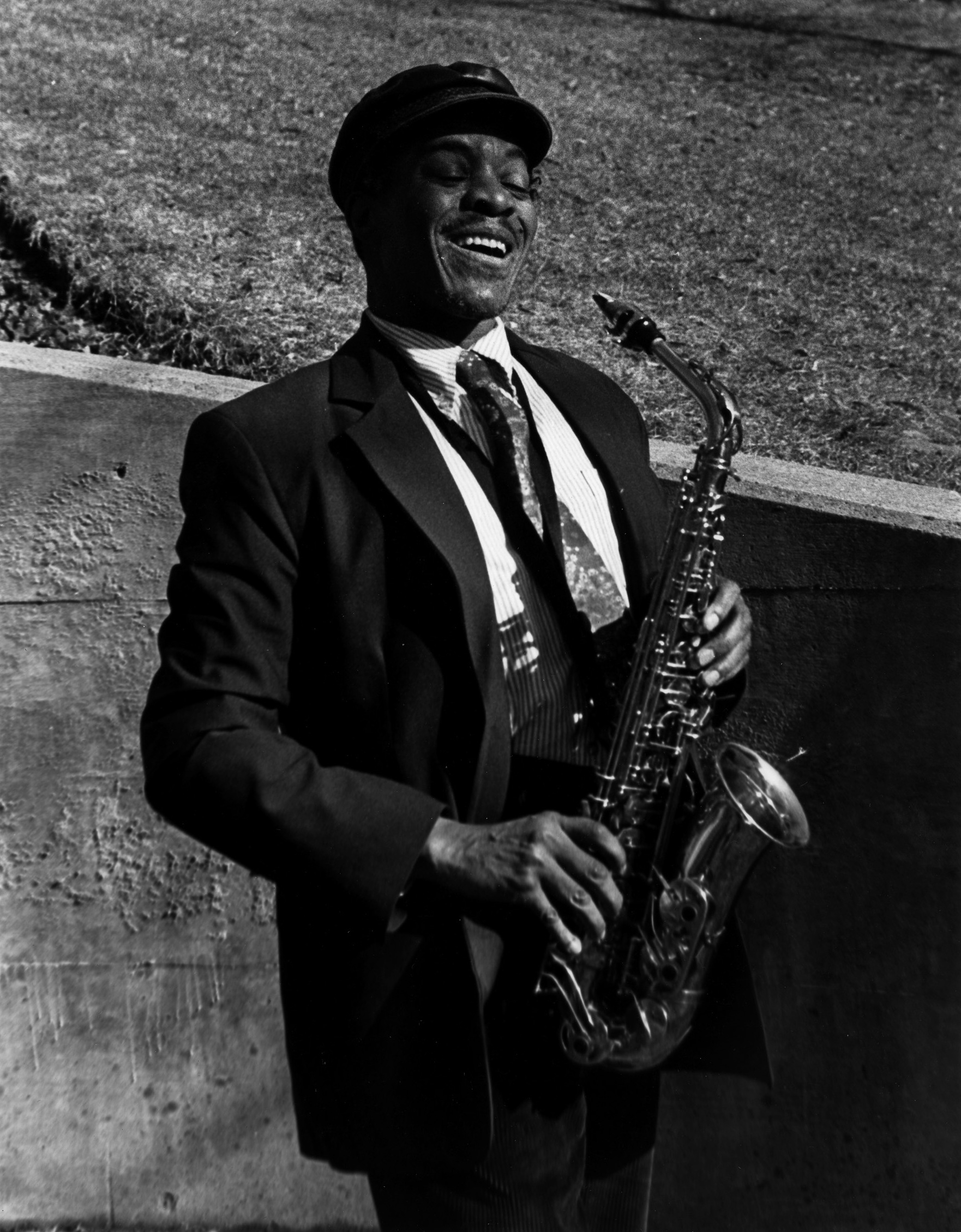
John Jenkins, 1992

John Jenkins (* 3. Januar 1931 in Chicago; † 12. Juli  1993) war ein US-amerikanischer Altsaxophonist des Hardbop.
Jenkins spielte ab 1949 bis 1956 in Chicago, u. a. mit Art Farmer und mit eigenen Formationen. Er kam im Frühjahr 1957 nach New York, spielte mit Charles Mingus und arbeitete seitdem als freiberuflicher Musiker, hauptsächlich aber für Blue Note Records. Er nahm in diesem Jahr zahlreiche Platten, wie mit Clifford Jordan, Jackie McLean, Teddy Charles, Hank Mobley und Wilbur Ware sowie unter eigenem Namen auf (Jazz Eyes auf Regent). Danach wurde es still um ihn. 1990 war er noch an einem Album von Clifford Jordan beteiligt.

## Ausgewählte Diskografie
- John Jenkins With Kenny Burrell (Blue Note Records, 1957) mit Kenny Burrell, Sonny Clark, Paul Chambers, Dannie Richmond
- Teddy Charles: Coolin ´(OJC, 1957)
- Clifford Jordan: Clifford Jordan (Blue Note, 1957), Play What You Feel (Mapleshade, 1990)
- Jackie McLean: Alto Madness (OJC, 1957)
- Hank Mobley: Hank (Blue Note, 1957)
- Wilbur Ware: My Chicago Sound (OJC, 1957)